# Quincuncina infucata
Quincuncina infucata är en musselart som först beskrevs av Conrad 1834.  Quincuncina infucata ingår i släktet Quincuncina och familjen målarmusslor. Inga underarter finns listade i Catalogue of Life.